# Geschichte Sibiriens
Sibirien von der späten Skythenzeit (4./3. Jahrhundert) bis heute.

## Vorgeschichte
Sibirien war seit frühester Zeit von Stämmen unterschiedlicher Herkunft bzw. Zuordnung bewohnt. Die Skythen – eine Gruppe iranischer Stämme mit vergleichbarer Kultur wie etwa dem charakteristischen Tierstil oder Hirschsteinen – kamen ursprünglich aus dem Westen und Süden als Kurgan-Völker nach Südwestsibirien. In Tuwa ist ihre Anwesenheit seit dem 9. Jahrhundert v. Chr. archäologisch greifbar, etwa in den Arschan-Kurganen, dem sibirischen „Tal der Könige“. Dort fand man Bronzegefäße der Westlichen Zhou-Dynastie, man verzeichnet die Totenfolge und vermutet aufgrund der baulichen Anordnung eine Dynastiebildung.
Weiterhin ist ihre Anwesenheit im Minussinskgebiet am Jenissei (dort sogenannte Tagar-Kultur bis 3. Jahrhundert v. Chr.) greifbar. Das Minussinskgebiet verzeichnet seit dem Anfang des 1. Jahrtausends v. Chr. die bronzezeitliche Metallurgie, deren Produkte sich in fast allen größeren Museen der Welt finden lassen. Siedlungsstellen fand man wenige, aber die Anzahl der Gräber lässt auf relativ dichte Besiedlung am Jenissei schließen. Man identifiziert in der dortigen späten Tagar-Kultur auch Gräber der Oberschicht, die mitunter kollektiv bestattet wurden. Die Herrschergräber dieser Kultur fanden sich bei Salbyk nördlich von Abakan.
Und schließlich gab es die Pasyryk-Stufe im Altai, deren frostkonservierte Gräber (Tätowierungen, chinesische Spiegel, Zeremonialwagen, Pferdeschmuck, Wandteppiche) der späten Skythenzeit (4./3. Jahrhundert) zugeordnet werden.

## Die Zeit der turkomongolischen Khanate
Die Skythenzeit ging mit den von den Xiongnu aus der Mongolei angestoßenen Wanderungsbewegungen zu Ende und es begann die Zeit der zunehmend turksprachigen Khanate in Sibirien (Kirgisen, Kimaken), die schließlich ihrerseits von den mongolischen Fürsten erobert wurden (Dschingis Khan, Orda-Horde, Khanat Sibir). Diese nomadischen oder halbnomadischen Völker übten aber kaum mehr als eine Oberherrschaft im Süden Sibiriens aus, da ihre Kriegstaktiken in der undurchdringlichen Taiga an ihre Grenzen stießen und sie sich so meist mit Tributen begnügen mussten.
Trotzdem bildet diese Verschiebung der Steppenvölker nur einen Teil der sibirischen Geschichte ab, finno-ugrische Völker, samojedische Völker und mandschu-tungusische Völker ergänzen das Bild. Die Ungarn, die im 9. Jahrhundert vom Ural an das Schwarzmeer und weiter in ihr heutiges Siedlungsgebiet zogen, werden den Finno-Ugriern zugeordnet. Die Jurchen, welche im 12./13. Jahrhundert Nordchina kontrollierten und sich später in Mandschu umbenannten, stammten wahrscheinlich von den Tungusen ab.
Für das wirtschaftlich-kulturelle Niveau Sibiriens im Mittelalter mögen die Kirgisen am Jenissej als Beispiel dienen: sie bauten schon früh Eisen und Gold ab und verarbeiteten es zu Schmuck und Waffen, sie hatten eine Runen-Schrift, sie betrieben neben Viehzucht auch ordentlichen Ackerbau (Weizen, Hirse), sogar Bewässerung und Straßenbau werden ihnen zugeschrieben. Sie sollen lt. Raschid ed Din (pers. Chronist, schrieb um 1303) über mehrere Städte (Abakan, Kemidjkat) verfügt haben, was angesichts von Ruinen von Städten in Tuwa mit buddhistischen Kultstätten und Gräberfeldern nicht abwegig ist (12./13. Jahrhundert). Sogar byzantinische Münzen fanden sich, die über Wolgabulgarien an den Jenissei gekommen sein könnten.
Nach dem 1237 beginnenden Mongolensturm beherrschte ab 1238 die Goldene Horde das südliche Westsibirien, ab 1425 spaltete sich das Khanat Sibir davon ab und bestand bis 1588.

## Russische Eroberung und Einwanderung

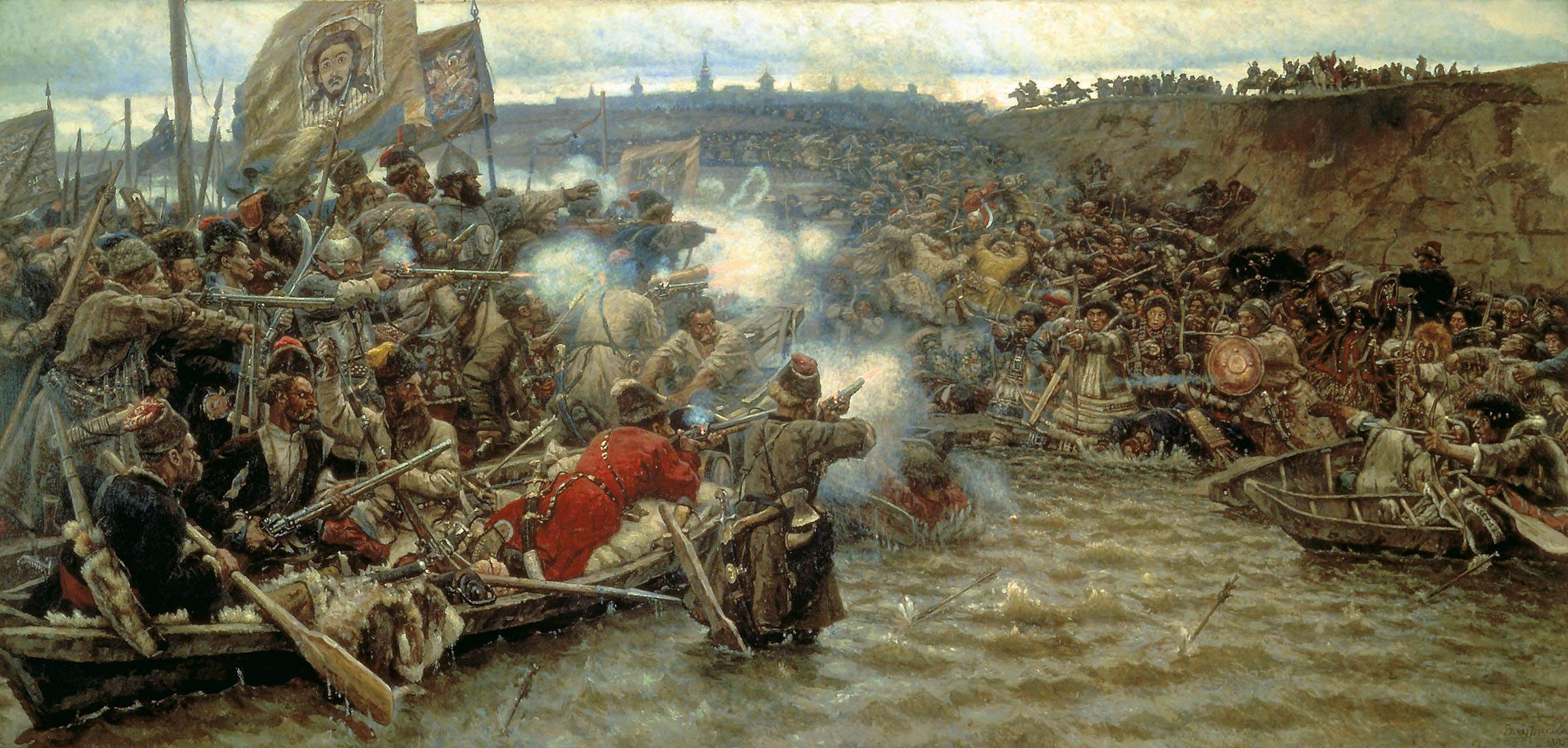
Wassili Surikow „Jermaks Eroberung von Sibirien“

Erste Kontakte der Rus nach Sibirien datieren in die Glanzzeit der Nowgoroder Republik seit dem 11. Jahrhundert. Einzelne Jägersippen waren ab dieser Zeit den Russen und später den Mongolen gegenüber tributpflichtig. Nachdem die Goldene Horde um 1500 untergegangen war, konnten verstärkt russische Eroberer, Händler und Kolonisten nach Sibirien einwandern. Mitte des 16. Jahrhunderts drangen russische Kosaken und Kaufleute verstärkt in das riesige, unerschlossene Gebiet vor, gründeten erste russische Siedlungen und trieben Handel vor allem mit Pelzen und Edelmetallen.
Wichtigste Händlerfamilie waren die Stroganows in Perm, die den Salzhandel kontrollierten. 1558 erhielten sie von Zar Iwan IV. umfangreichen Landbesitz und Privilegien, wie die Erlaubnis zum Festungsbau und zum Aufstellen von Truppen sowie Steuerbefreiungen, mit denen sie die Kolonisation Sibiriens vorantrieben. Die Stroganows trieben Steuern für den Zaren ein und errichteten einen eigenen Staat mit eigener Währung in Sibirien. Ihre Truppen setzten sich meist aus Kosaken zusammen. Für ihre Siedlungskolonien warben sie vor allem gesellschaftliche Außenseiter an: Häftlinge, Deserteure, verarmte Adlige. Unter Boris Godunow erhielten die Stroganows weitere Privilegien. Der Kosakenataman Jermak eroberte 1582 das tatarische Khanat Sibir in der Nähe des heutigen Tobolsk und öffnete so den Weg zur Besiedlung großer Teile Westsibiriens. Um 1600 floh der letzte Khan nach Kasachstan und überließ Sibirien damit endgültig den Russen.
Neu gegründete Städte wie Tjumen (1586), Tobolsk (1587), Tara (1594), Surgut (1594), Narym (1596), Turinsk (1600) oder Tomsk (1604) beherbergten Bauern, Handwerker, Popen und Beamte mit russischer Kultur und Lebensart. Bis um 1650 folgten Vorstöße von Kosakentrupps unter Wassili Pojarkow, Jerofei Chabarow u. a. entlang der sibirischen Flüsse. 1607 erreichten die Russen den Jenissei, 1632 die Lena und 1636 den Pazifik. Die Ausdehnung in das Steppengebiet im Süden wurde durch die Kasachen und andere Steppenvölker aufgehalten. Mit den Mandschu kam es zu Auseinandersetzungen um das Amurgebiet, das einzige Ackerbaugebiet Sibiriens.
Die Organisation der Siedler (Bauern, Kosaken usw.), Mir genannt, war für damalige Verhältnisse relativ frei und selbstbestimmt. Die Vorsitzenden wurden von den männlichen Steuerzahlern gewählt, verteilten die Gemeinschaftsaufgaben, sprachen Recht, stellten die Steuern für den Fiskus bereit und sorgten für einen sozialen Lastenausgleich. Über den Siedlerorganisationen stand der Staat, häufig vertreten von korrupten und maßlosen Wojewoden, deren Verhalten in Moskau zwar bekannt war, aber praktisch nie geahndet wurde, so dass die Einwohner diese mitunter selbst absetzten. Zu Zeiten Zar Peter I. (reg. 1696–1725) war Matwei Gagarin der Gouverneur von Sibirien. Er lebte wie ein König und wurde nach zehnjähriger Tätigkeit in Petersburg gehenkt. Sklaven- und Pelzraub, Betrug, Willkür usw. waren weit verbreitet. Der eingeborenen Bevölkerung gegenüber zog nach der militärischen Eroberungsphase und der Absicherung durch den ausgedehnten Festungsbau rasch eine allgemeine Lockerung ein. Die Stammesstrukturen blieben erhalten und der Zar setzte lediglich eine Tributpflicht in Form von Pelz-Abgaben durch.
Trotzdem zog sich die russische Eroberung Sibiriens bis zum Anfang des 18. Jh. hin; so wehrten sich die Burjaten, Chanten und Korjaken viele Jahrzehnte gegen die Tributeintreiber des Zaren. Im Fall der Burjaten führte der harte Widerstand dazu, dass sie im 19. Jahrhundert das Rückgrat der transbaikalischen Kosakenregimenter stellten, häufig Mischehen mit den Russen eingingen und Ackerbau betrieben.
Auch mit den Chinesen kamen die russischen Expeditionen und Händler bald in Kontakt. Während China sich traditionell stark gegen das Ausland abgeschottet hatte, bestand zugleich großes Interesse an den von russischen Händlern angebotenen Pelzen. 1689 schlossen beide Reiche den Vertrag von Nertschinsk. Darin verzichtete Russland auf das Amurgebiet, erhielt dafür aber Handelsprivilegien, die als persönliche Privilegien des Zaren galten. Nur seine Händler durften mit den Chinesen Handel treiben. Die bald wieder aufflammenden politischen Auseinandersetzungen störten den Handel, was zunehmenden Schwarzhandel durch nicht vom Zaren autorisierte Händler nach sich zog. Diese Praxis wurde am Ende des 18. Jahrhunderts legalisiert. Vor allem wurden Pelze gegen chinesische Textilien, später gegen Tee eingetauscht.
Unter Peter I. änderte sich die Besiedlungspolitik: Gezielt wurden russische und ukrainische Bauern entlang der Flüsse angesiedelt. Auch die zuvor wenig forcierte Missionierung der Eingeborenen wurde ab der Regierung Peters systematisch betrieben. Unter Katharina der Großen bekam Sibirien zudem eine einheitliche Verwaltungsstruktur, die auch die Willkür der lokalen Machthaber begrenzte. Die stetige Deportation von Verbannten (Katorga), darunter prominente Günstlinge wie Menschikow oder Münnich, tat ein Übriges zur Besiedlung. Zu Beginn des 19. Jahrhunderts wurden jährlich etwa 2.000 Menschen nach Sibirien verbannt, am Ende des Jahrhunderts waren es 19.000 Menschen jährlich.
Die gescheiterte Dezemberrevolution 1825 („Dekabristenaufstand“) führte zur Verbannung der Aufständischen (etwa 600 Intellektuelle aus den gehobenen Ständen) nach Sibirien.
Auch erste ausdrückliche Forschungsexpeditionen wurden von Peter dem Großen (reg. 1696–1725) initiiert und von seinen Nachfolgern gefördert. So führte Bering eine Expedition nach Kamtschatka. Weitere bedeutende Entdecker waren Gerhard Friedrich Müller und Johann Georg Gmelin. 1829 reiste auch Alexander von Humboldt durch Sibirien.
Bereits im 18. Jahrhundert gab es mehr russische Siedler als Sibirjaken. Zur Kolonialisierung wurden nun auch Serben, Bulgaren, Rumänen und Deutsche motiviert. Die Zahl der Siedler schwoll nach der Bauernbefreiung 1861 noch einmal stark an, da viele ehemalige Leibeigene in den Städten als Saisonarbeiter nichts verdienen konnten und sich um Tomsk und Tobolsk oder am Altai eine neue Heimat suchten.
In den letzten beiden Jahrzehnten des 19. Jahrhunderts kam es zu einer Einwanderungsflut, die mit der schrittweisen Eröffnung der Transsibirischen Eisenbahn (1891 symbolischer erster Spatenstich; Herbst 1904 erstmals durchgängig offen, wenn auch noch nicht vollendet) einherging. 1897–1911 wanderten 3,5 Millionen Russen nach Sibirien, 1905 waren 90 Prozent der 9,4 Millionen Einwohner Sibiriens Russen. Es bildeten sich bald Unterschiede zum europäischen Teil Russlands heraus: Die Hütten der sibirischen Bauern waren geräumiger und in besseren Zustand, der gesellschaftliche Umgang war einfacher, kriminelle Vergangenheit war kein Hindernis für gesellschaftlichen Aufstieg.
Wie im amerikanischen Wilden Westen stellte die Oberschicht Sibiriens Ende des 19. Jahrhunderts ihren neu erworbenen Reichtum protzig zur Schau, orientierte sich an der Pariser Mode, verfügte seit den 1880ern über elektrisches Licht. Doch im Gegensatz zum russischen Westen hatten auch die großen Städte wie Irkutsk ungepflasterte Straßen und keine wirkliche Kanalisation. Der Reisende John Frazer verglich den Lebensstil in Irkutsk mit dem in San Francisco zu jener Zeit („und nach uns die Sintflut“).
Sibirien produzierte um 1910 einen Überschuss von 3 Millionen Tonnen Getreide, auch Butter wurde exportiert (um 1910 jährlich 70 Tonnen). 
Neben Butter, Weizen, Holz und Kohle war vor allem das Gold wichtig. 1908 erzeugte Sibirien drei Prozent des Wertes der russischen Industrieproduktion mit einem Prozent seiner Arbeitskräfte. Importiert wurden im Jahr 1911 Agrarmaschinen und -geräte für 10 Millionen Dollar, so dass die sibirischen Bauern nicht nur mehr Nutztiere als ihre europäischen Landsleute hatten, sondern auch besser mechanisiert waren (z. B. dampfgetriebene Dreschmaschinen). Weiterführende (z. B. technische) Lehranstalten in den großen Städten (in Tomsk waren es um 1910 sogar 30 Stück) vervollständigten das Bild.
Neben der positiven Seite gab es auch eine negative: die Arbeitsbedingungen. Noch 1910 hausten die Arbeiter auf den Goldfeldern an der Lena meist in Erdhöhlen und unter Planen. Die Löhne wurden von den hohen Preisen in gesellschaftseigenen Läden aufgefressen und Misshandlungen waren an der Tagesordnung. Am 4. April 1912 kam es zum Aufruhr, Regierungstruppen töteten über 500 streikende Arbeiter. Das Massaker auf den Goldfeldern des Bergbauunternehmens Lena Goldfields Ltd. fachte 1912 eine Streikwelle an – eine Vorbotin der Revolution.

## Sibirien nach der Revolution 1917 und zur Zeit der Sowjetunion
Im Sommer 1918 entstanden im Zuge der Oktoberrevolution gut 19 „Regierungen“ in Sibirien, z. B. die des G. M. Semjonow, Baron Ungern-Sternberg oder Iwan Kalmykow, allesamt grausame Kriegsherren. Unterstützt wurden sie z. B. mit japanischen Geld und Waffen, aber auch Briten und Amerikaner mischten sich ein. Der bedeutendste dieser Kriegsherren war wohl Koltschak, der sich am 18. November 1918 in Omsk zum Obersten Regenten Sibiriens machte. Aber bis spätestens Oktober 1922 (Eingliederung Wladiwostoks) setzten sich die Sowjetrussen unter Frunse und anderen durch.
Etwa mit dem ersten Fünfjahrplan 1929 begann die forcierte industrielle Erschließung Sibiriens. Städte, Kraftwerke und Industriebetriebe wurden in der an Bodenschätzen reichen Gegend aus dem Boden gestampft. Anfang der 30er Jahre wird beschlossen, im Süden Sibiriens neben der Transsibirischen Eisenbahn (die nun elektrifiziert werden musste) eine zweite Bahnlinie, die Baikal-Amur-Magistrale, zu bauen. Man kam aber über Vorarbeiten nicht hinaus, u. a. wegen des Deutsch-Sowjetischen Krieges ab Juni 1941, der Teil des Zweiten Weltkriegs war. 1974 wurde mit dem Bau begonnen und die Strecke 1984 offiziell in Betrieb genommen.
Schon in zaristischer Zeit war Sibirien Verbannungsort für politische Gegner und 1930 wurde auf Befehl Stalins mit der Errichtung der Gulags begonnen. Dabei wurden Lager und so genannte Sondersiedlungen eingerichtet. Siehe dazu zum Beispiel die Tragödie von Nasino, von Mitte 1933. Zur Zeit des Höhepunktes der Großen Terrors 1937/38 wurden um die sieben Millionen Menschen in die sibirischen Straflager gebracht.
Der Zweite Weltkrieg nahm großen Einfluss auf die Geschichte Sibiriens. Im Zuge der Verlegung der Produktionskapazitäten an den Ural und nach Westsibirien kamen Hunderte Fabriken, Zehntausende von Werkzeugmaschinen, Walzwerken, Druckerpressen, Turbinen, Motoren über den Ural. Dazu entstanden neue Anlagen, Kosten spielten dabei keine Rolle. Nicht nur große Teile der Kriegsproduktion, sondern auch Soldaten, z. B. die Divisionen, die Ende 1941 den deutschen Vormarsch bei der Schlacht um Moskau aufhielten, wurden aus dem Fernen Osten abgezogen. Das war nur möglich, nach dem Funkspruch von Richard Sorge im August 1941 aus Japan nach Moskau, dass der japanische Kronrat beschlossen habe, den Kampf gegen die Sowjetunion von Mandschukuo (Mandschurei) aus endgültig einzustellen.
Nach dem Krieg war das Uralgebiet mit einem Netz von Groß- und Kleinstädten und ihren Eisenbahnverbindungen das mächtigste Industriegebiet der SU, und auch Westsibirien stand an der Schwelle der Moderne. Sibirien östlich des Jenissei blieb kaum erschlossen.
Die Einwohnerzahl von Nowosibirsk und Omsk zählte fast eine halbe Million, in Tomsk waren es fast 200.000. Die industrielle Fertigung hatte sich verdreifacht, so dass viele Produkte für den Wiederaufbau (Elektrogeräte, Traktoren usw.) jetzt aus Sibirien kamen. Über zehn Prozent der männlichen Bevölkerung steckten allerdings noch bis Stalins und Berijas Tod in Gulags, wobei es seit 1950 zu ernstzunehmenden Aufständen ehemaliger Soldaten in den Gulags kam.
Der Höhepunkt der Sowjetzeit brachte gigantische Projekte für Sibirien. Sie brachten Vorteile für die Region, zeigten aber die Grenzen des plangesteuerten sozialistischen Wirtschaftssystems an. Dies demonstrierte zum Beispiel ab 1953 die Neuland-Kampagne zur Überwindung der Nahrungsmittelknappheit, deren Fehlplanungen u. a. zur Bodenerosion in Kasachstan und Südsibirien führten und schließlich 1964 den Sturz Chruschtschows begünstigten. Ein weiterer Punkt war die Elektrizitätsgewinnung durch Aufstauung der großen sibirischen Flüsse und Bau entsprechender Kraftwerke (z. B. Bratsker Stausee). Das führte zur Erzeugung großer Energiemengen für die in der Nähe angesiedelten Produktionsstandorte. Man vernachlässigte jedoch die Bereitstellung von Wohnraum, Kindergärten, Läden, Schulen usw., was eine Abwanderung von Arbeitskräften bewirkte, wie Breschnew 1981 feststellen musste. Ein weiterer Punkt war die allerorten zunehmende Umweltverschmutzung, das wohl schwerwiegendste Vermächtnis der Sowjetzeit.
Trotzdem bildeten die z. B. durch das sibirische Öl und Gas erwirtschafteten Devisen das finanzielle Rückgrat des Landes und ein wirksames außenpolitisches Druckmittel der Sowjets.

## Souveränitätsbestrebungen
Im Jahr 1919 trennte sich Sibirien einige Monate von Sowjetrussland, denn es gab schon damals Kräfte, welche die Herrschaft der Bolschewiki missbilligten.
Nach dem Zusammenbruch der Sowjetunion verfolgte einige Aktivisten die Idee eines souveränen Sibirien, der „Nordasiatischen Vereinigten Staaten“ mit weiß-grüner Fahne. Einige erstrebte an einigen Orten eine eigene Polizei, Verfassung, Haushalt, Gerichtssystem und Finanz- und Zollhoheit.
Angesichts des Verfalls des Rubels druckte die Verwaltung in Krasnojarsk im Sommer 1992 vorübergehend ihr eigenes Geld. Dort tagte am 27. und 28. März 1992 auch ein Volksdeputiertenkongress von sieben Verwaltungsgebieten: Tjumen, Omsk, Tomsk, Nowosibirsk, Kemerowo, Krasnojarsk und Chakassien, mit denen sich sämtliche Regionen außer Jakutien zur sogenannten MASS zusammenschlossen. Im Februar 1993 unterschrieben der russische Ministerpräsident und die MASS einen Vertrag über gegenseitige Zusammenarbeit. Später gab die MASS nach und nach ihre politischen Ziele auf und beschränkte sich auf die wirtschaftlichen Interessen Sibiriens. Durchschlagenden Erfolg hat sie auch hier nicht gehabt; die Erdöl- und Erdgaskonzerne haben noch immer ihren Sitz in Moskau, d. h. ihre Gewinne fließen großteils dorthin. Sitz der MASS ist Nowosibirsk.

## Sibirien bis heute
Heute leben viele Bewohner der unter kommunistischer Herrschaft neu gegründeten Städte Sibiriens unter schlechten Bedingungen, nachdem die wirtschaftlichen Anreize, die sie zur Sowjetzeit dorthin lockten, weggefallen sind. Städte und Siedlungen verfallen; viele Menschen wandern ab. 1998 wurde beschlossen, „Siedlungen ohne Perspektive zu liquidieren“. Die starke Umweltverschmutzung im ökologisch sensiblen Sibirien hat zur Folge, dass Lebenserwartung und Kindersterblichkeit in mehreren Industriestädten ein Niveau wie in der Dritten Welt haben.
Seit 2004 ist die Lücke zwischen Tschita und Chabarowsk in der M 58 „Amur“ offiziell geschlossen, die Asphaltierung der letzten Abschnitte wurde im Herbst 2010 beendet. Man kann seitdem mit dem Auto auf einer befestigten Straße von der Ostsee an den Pazifik fahren, ohne russisches Territorium zu verlassen.
Seit Jahrzehnten ist eine Eisenbahnverbindung – die Amur-Jakutische Magistrale – von der Baikal-Amur-Magistrale nach Jakutsk im Bau. Ihre Fertigstellung verzögerte sich – auch aus Geldmangel – immer wieder.
Die Hitzewelle in Sibirien 2020 hat unter anderem maßgeblich zur Dieselölkatastrophe bei Norilsk beigetragen.

### Personen
- Gerhard Friedrich Müller (1705–1783), Sibirienforscher
- Johann Georg Gmelin (1709–1755) Sibirienforscher
- Oskar Iden-Zeller (1879–1925), Sibirienforscher
- Antoni Kuczyński (geb. 1935), Historiker und Ethnologe

### Themen
- Indigene Völker des russischen Nordens, Sibiriens und des russischen Fernen Ostens
- Russische Ostasienpolitik (1890–1905)